# Sociedade Esportiva Picos
La Sociedade Esportiva Picos es un equipo de fútbol de Brasil que actualmente se encuentra inactivo.

## Historia
Fue fundado el 8 de febrero de 1976 en el municipio de Picos, en el estado de Piauí por un grupo de amigos del municipio que querían crear un club de fútbol profesional que representara al municipio, aunque fue en la década de los años 1990 que el club cobra importancia dentro de los torneos estatales.
En 1992 gana el Campeonato Piauiense por primera vez, logrando la clasificación para el Campeonato Brasileño de Serie B y la Copa de Brasil de ese año. En la segunda división nacional termina eliminado en la primera ronda al terminar en quinto lugar de su grupo entre ocho participantes y terminó en el lugar 19 entre 32 equipos en la tabla general, mientras que en la copa nacional fue eliminado en la primera ronda al perder ambos partidos por 1-2 y 2-4 ante el Fluminense FC de Río de Janeiro.
En 1994 consigue su segundo título estatal y cono ello clasifica por primera vez al Campeonato Brasileño de Serie C, donde supera la primera ronda al terminar en segundo lugar de su grupo, en la segunda ronda elimina por 1-0 en el marcador global al Sampaio Corrêa Futebol Clube del estado de Maranhao para caer en la tercera ronda ante el ABC Futebol Clube del estado de Río Grande del Norte luego de ganar 2-1 en el partido de ida para perder 0-2 en el de vuelta, terminando en el lugar 29 entre 107 equipos.
Tres años después es campeón estatal por tercera ocasión, con lo que participa en el Campeonato Brasileño de Serie C por segunda vez, donde termina eliminado en la primera ronda al terminar en tercer lugar de su zona y en el lugar 54 entre 64 participantes. Un año después logra el bicampeonato estatal y la clasificación a la tercera división nacional y su regreso a la Copa de Brasil.
En la tercera división nacional es eliminado en la primera ronda al terminar en cuarto lugar entre seis equipos en su zona donde quedó fuera de la clasificación por solo dos puntos para finalizar en el puesto 31 entre 66 participantes, mientras que en la Copa de Brasil de ese mismo año es eliminado por el CR Vasco da Gama de Río de Janeiro al empatar 1-1 en el partido de ida y perder 0-8 el de vuelta.
En 1999 clasifica de nuevo a la Copa de Brasil donde vuelve a ser eliminado en la primera ronda, esta vez por el Ypiranga Clube del estado de Amapá al perder ambos partidos por 0-1 y 0-3. En 2008 pierde la final del Campeonato Piauiense pero consigue la clasificación al Campeonato Brasileño de Serie C en donde supera la primera ronda al ganar su zona de clasificación de manera invicta donde solo anotó tres goles pero solo le hicieron uno, pero termina eliminado en la segunda ronda al terminar en último lugar de su zona en donde apenas se quedó a dos puntos de la clasificación.
En 2010 participa nuevamente en la Copa de Brasil al llegar a la final de la Copa Piauí de 2009 en la que pierde ante el Esporte Clube Flamengo, donde vuelve a ser eliminado en la primera ronda por el Ceará SC del estado de Ceará con marcador de 0-5.
En 2017 desciende a la segunda división estatal, lo que fue el inicio de una crisis interna en la institución que lo ha mantenido inactivo desde entonces.

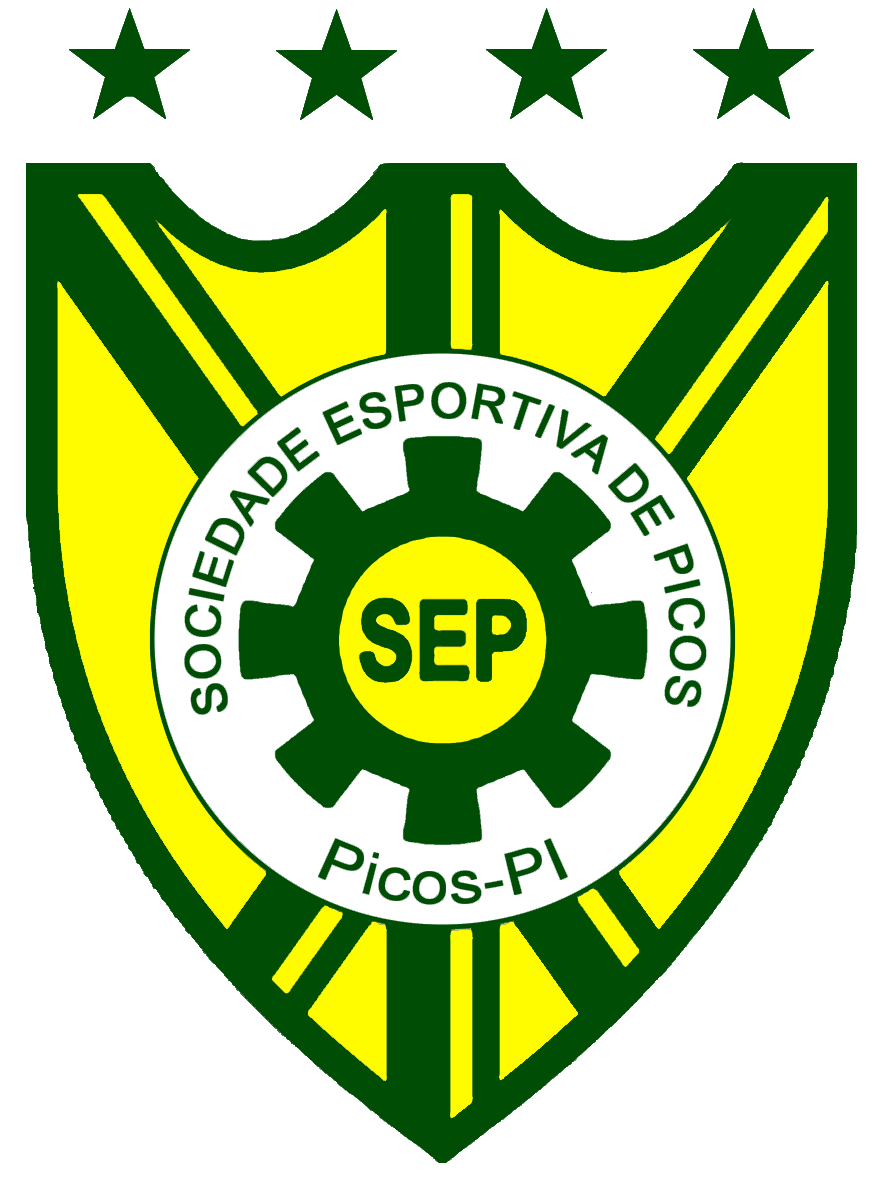

## Palmarés
- Campeonato Piauiense: 4

1991, 1994, 1997, 1998
- Campeonato Piauiense de Segunda División: 1

2007

## Jugadores

### Jugadores destacados
- Leonardo[10]